# Thurferth de Northampton
Thurferth de Northampton (nórdico antiguo: Þurferþ) fue un caudillo vikingo y jarl de Northampton, una de las principales plazas del Danelaw de Inglaterra en el siglo X.
Con una estrategia ofensiva de Eduardo el Viejo, los exitosos precedentes de las batallas de Tettenhall y Tempsford, y recuperando constantemente territorios en Estanglia y Mercia, para evitar el desastre Thurferth se rindió a la corona de Wessex en 917, cediendo Northampton y Cambridge a los anglosajones. El jarl vikingo siguió ostentando el gobierno de ambas plazas en décadas posteriores, como se testimonia en diversos escritos contemporáneos fechados entre 930 y 934.